# Patricio Bañados
Federico Patricio Bañados Montalva (Santiago, 6 de julio de 1935-Santiago, 7 de mayo de 2023) fue un periodista, locutor de radio y presentador de televisión chileno.

## Biografía
Nació en Santiago de Chile el 6 de julio de 1935, hijo de Guillermo Bañados Honorato y Mercedes Montalva Martínez —tía materna de Eduardo Frei Montalva—, su segunda cónyuge. Su padre fue un político demócrata que se desempeñó como diputado, senador, ministro de Industrias, Obras Públicas y Ferrocarriles durante el gobierno de Arturo Alessandri Palma y ministro de Justicia de la República Socialista en el período de Carlos Dávila. Realizó sus estudios primarios y secundarios en el Saint George's College. Continuó los superiores en la Universidad de Chile, titulándose como periodista.
Murió el 7 de mayo de 2023 a los 87 años, en su residencia en Santiago de Chile producto de un suicidio.

## Carrera profesional
Inició su carrera en la radio presentando el programa La hora de los colegios en Radio Chilena en 1954, espacio del cual se retiró posteriormente para estudiar Leyes. Retornó a la radio en 1957 con el espacio Repasos millonarios en Radio Cooperativa, trabajando después en Radio Presidente Balmaceda y Radio Cooperativa para desempeñarse como relator deportivo.
Fue uno de los pioneros de la televisión chilena, al realizar la primera transmisión en vivo desde exteriores, es decir, fuera de los estudios de televisión y conducir los primeros magacines informativos de ese país, Primer plano (1961) y Chile TV (1962), ambos del Canal 9 de la Universidad de Chile. En 1962, fue el presentador de la primera transmisión del discurso presidencial que se realiza cada 21 de mayo, cuando era presidente de Chile Jorge Alessandri, y de la transmisión de la Copa Mundial de Fútbol disputada ese año en Chile; ese mismo año, fue nombrado por la revista Ecran como el mejor animador de la televisión chilena.
En enero de 1963 fue contratado en Países Bajos por Radio Nederland, y trabajó en varios medios extranjeros, como la BBC (1966), la Agencia Informativa de Estados Unidos en Washington D. C. (1968), en Radio Suiza Internacional (1972) Regresó brevemente a Chile en 1965 (para presentar los últimos 2 capítulos del programa Esto es Chile en Canal 13) y en 1967, presentando el Show Philips en Canal 9.
A su regreso a Chile, que pasaba por la dictadura militar de Augusto Pinochet en 1975, participó de manera esporádica en algunos programas: en TVN presentó el concurso El gran jurado Ahorromet, el espacio Aquí Hotel O'Higgins (1978-1979) y el informativo 60 minutos entre 1977 y 1978; también había sido designado para ser el comentarista de la emisión en Chile del Festival de la Canción de Eurovisión 1975, que no pudo ser emitido debido a un boicot de los artistas suecos contra la dictadura militar.
Renunció a TVN el 30 de junio de 1979, pasando a Canal 9 (que se convirtió en Teleonce en 1980) y presentando los informativos Noticias con Patricio Bañados, Teleonce noticias y En directo entre 1979 y 1983, El gran jurado en 1981, Proyección en 1982 y 1983 y 525 líneas en ese último año, en el cual fue despedido. El 27 de agosto de 1980, siendo lector de noticias en Teleonce, se rehusó a leer de forma tendenciosa una noticia sobre el Caupolicanazo —eliminando todos los adjetivos entregados en el texto que debía leer—, hecho por el cual fue amenazado con ser despedido del canal, lo cual no ocurrió hasta 1983 cuando, siendo presentador de 525 líneas, realizó un gesto de cierre con los labios indicando que se le impedía opinar sobre una noticia entregada.
Posterior a su despido de Teleonce, en UCV Televisión presentó el programa Por los caminos del Inca en 1984. Es así como en 1988 se alza como el rostro emblema de la campaña del «No» en el plebiscito nacional de ese año, que terminaría por sacar a Pinochet del poder, y posteriormente participó en la franja electoral del demócrata cristiano Patricio Aylwin. Nunca militó en partido político alguno.
En agosto de 1990 retornó a Televisión Nacional de Chile (TVN), donde condujo programas como En Tabla (1990), Hoy en Tabla (1991-1992), El mirador (1991-2003) y OVNI (1999-2000). Desde su despido de TVN a fines de 2005, Bañados se mantuvo marginado de la televisión abierta chilena.
Desde enero de 1986 hasta noviembre de 2019, se desempeñó como locutor en Radio Beethoven hasta el fin de la emisora; del mismo modo retomó sus labores el 1 de abril de 2020 como locutor, y continuando con su programa Recortes en la reinaugurada Radio Beethoven UC, convirtiéndose en uno de los personajes más importantes y característicos de la emisora.

## Obras
- Bla ble bli blo blu (1989, Editorial Melquíades)
- El Mirador de Patricio Bañados (1999, Editorial Planeta)
- Reflexiones de un iluso (2003, Editorial Cuarto Propio)
- Confidencias de un locutor (2013, Editorial Cuarto Propio)